# Deniz Siğa
Deniz Siğa (* 1. Februar 1989 in Niğde) ist ein türkischer Fußballspieler, der seit 2021 für den OSC Bremerhaven spielt.

## Karriere
Siğa spielte bis 2008 in der Jugend des VfB Oldenburg. Dann wechselte er zum Regionalligisten 1. FC Magdeburg, bei dem er sowohl in der ersten als auch in der zweiten Mannschaft eingesetzt wurde. 2010 ging er weiter zu Rot-Weiß Erfurt. Dort wurde er vor allem in der zweiten Mannschaft eingesetzt, aber er bestritt auch ein Spiel in der Dritten Liga. Nach einem halben Jahr ging er in die Oberliga zu Borussia Neunkirchen. In der Saison 2011/12 war er zusammen mit Nico Patschinski bester Torschütze der Neunkirchener. 2012 wechselte er zum türkischen Zweitligisten Pendikspor. Im Januar 2013 wurde Siğa an den Drittligisten Siirtspor ausgeliehen. Nach dem Leihende wurde er nach nur vier Monaten direkt an Gölcükspor abgegeben. Dort spielte er ebenfalls nur fünf Monate, ehe er zum türkischen Viertligisten Sarayköy 1926 FK wechselte. Nach nur einem halben Jahr wechselte er erneut, dieses Mal zum Viertligisten Erzincanspor. Nach viermonatiger Beschäftigung dort wechselte er im Januar 2015 zum türkischen Fünftligisten Yozgatspor. Zur Saison 2015/16 kehrte er nach Deutschland zurück und schloss sich dem Oberligisten FSV Salmrohr an. Von 2016 bis 2019 spielte er für den unterklassigen Verein SV Rot-Weiss Wittlich in der Kreisliga. Anschließend stand er ein Jahr beim FC Bitburg in der siebtklassigen Bezirksliga West unter Vertrag und kehrte dann kurz nach Neunkirchen zurück. Seit Januar 2021 spielt Siğa nun für den OSC Bremerhaven in der fünftklassigen Bremen-Liga. Dort ist er seit der Saison 2023/24 auch Co-Trainer des Vereins. 